# Danh sách chiến thuật kinh doanh
Đây là danh sách các chiến thuật kinh doanh. Sự sắp xếp theo hệ thống chỉ có tính tương đối. Các đề mục sắp xếp chủ yếu theo thứ tự bảng chữ cái A-Z.
Danh sách này chỉ có tính liệt kê, không diễn giải sự liên quan, kết nối hay chồng lấn của các khái niệm. Mỗi một đề mục nhỏ của danh sách nên được hiểu một cách độc lập với nhau.

## Danh sách
- Bán bao
- Bán đấu giá
  - Đấu giá trực tuyến
- Bán hàng đa cấp
- Bán hàng thanh lý
- Bán lẻ, Cửa hàng bán lẻ
  - Cửa hàng bách hóa
  - Cửa hàng tiện lợi
  - Tiệm tạp hóa
- Bán sỉ
- Bán xô
- Dùng thử (chiến thuật kinh doanh)
- Đa dạng hóa sản phẩm
- Đại sứ thương hiệu
- Đồng giá (chiến thuật bán hàng)
- Hàng bán câu khách
- Hàng độc
- Hàng giảm giá sốc
- Hàng hiệu
- Hoạt động tài trợ (chiến thuật tiếp thị)
- Hội chợ thương mại
- Khuyến mãi
- Kinh doanh cầm đồ
- Kinh doanh cổ phiếu
- Kinh doanh kết hợp
  - Cà phê Internet
  - Cà phê manga
- Kinh doanh theo mùa
  - Tháng tiêu dùng
  - Thứ Sáu Đen (mua sắm)
- Kinh doanh theo địa điểm
  - Cửa hàng bên trong cửa hàng
  - Cửa hàng một điểm đến
  - Khu phố mua sắm
  - Người bán sỉ có kệ trưng bày ở điểm bán lẻ
  - Quận kinh doanh trung tâm
  - Trung tâm thương mại
  - Siêu thị
- Kinh doanh theo sự kiện
- Kinh doanh về đêm
- Lô tô hội chợ
- Mô hình dao cạo và lưỡi dao
- Mua bán đồ cũ
- Mua bán hàng secondhand
- Mua bán nợ
- Nhượng quyền kinh doanh
- Quà tặng quảng cáo - khuyến mãi
- Thương mại điện tử
- Thương mại qua điện thoại
- Tiếp thị du kích
- Tiếp thị kỹ thuật số
- Tiếp thị liên kết
- Tiếp thị qua điện thoại
- Triễn lãm thương mại
- Trình diễn sản phẩm

## Nội dung khác
- Mặc cả
- Đàm phán kinh doanh